# Gabino Gaona
Gabino Gaona, pintor expresionista español, (1933 - 2007)

## Biografía
Nació en Valoria la Buena (Valladolid) en 1933.
A principios de los 50 se trasladó a Madrid a estudiar Bellas Artes en la Escuela de San Fernando.
Fue uno de los miembros destacados del Grupo Simancas, así conocido por la ubicación en esta localidad de los talleres de algunos de los miembros del grupo artístico, salas de exposiciones y lugar de reunión habitual de artistas de la época. Lo componían, además del propio Gabino Saona, Fernando Santiago ("Jacobo") (1932-2017), Jorge Vidal (1943-2006), Domingo Criado (1935-2007), Francisco Sabadell (1922-1971) y Félix Cuadrado Lomas (1930-2021). Otros pintores, escultores, ceramistas y escritores estuvieron también en la órbita del grupo, tanto en Valladolid como más tarde, en Simancas.
Falleció el 20 de febrero de 2007 en Valladolid a causa de una larga enfermedad a los 73 años de edad.